# Campeonato Asiático de Béisbol de 2017
El Campeonato Asiático de Béisbol de 2017 es la edición XVIII del torneo más importante de béisbol en el continente asiático. Será disputado en Nuevo Taipéi (República de China), del 2 al 8 de octubre. El torneo otorga tres cupos a la Copa Mundial de Béisbol Sub-23 de 2018

## Participantes
- China Taipéi
- Corea del Sur
- Japón
- China
- Pakistán
- Sri Lanka
- Hong Kong
- Filipinas

## Sistema de competición
El torneo contará con dos fases divididas de la siguiente manera:
- Primera ronda: Los ocho participantes jugaron una ronda de dos grupos de cuatro equipos cada uno, clasificando los dos primeros a la fase final del torneo.

- Fase final:

## Ronda de apertura
Disputada del 2 al 4 de octubre.

### Grupo A
| Equipo    | G | P | Av    | Dif |
| --------- | - | - | ----- | --- |
| Japón     | 2 | 0 | 1.000 | -   |
| Pakistán  | 0 | 1 | 0.000 | ½   |
| Hong Kong | 0 | 1 | 0.000 | ½   |

     – Clasifican a semifinales.

     – Quedan eliminados.
- Resultados

| Fecha        | Visitante | Resultado                                                  | Local    |
| ------------ | --------- | ---------------------------------------------------------- | -------- |
| 2 de octubre | Hong Kong | 0-30 Archivado el 3 de octubre de 2017 en Wayback Machine. | Japón    |
| 3 de octubre | Japón     | 13-1                                                       | Pakistán |
| 3 de octubre | Hong Kong | -                                                          | China    |

### Grupo B
| Equipo        | G | P | Av    | Dif |
| ------------- | - | - | ----- | --- |
| China Taipéi  | 1 | 0 | 1.000 | -   |
| Corea del Sur | 1 | 0 | 1.000 | -   |
| Filipinas     | 0 | 1 | 0.000 | -   |
| Sri Lanka     | 0 | 1 | 0.000 | -   |

     – Clasifican a semifinales.

     – Quedan eliminados.
- Resultados

| Fecha        | Visitante     | Resultado | Local         |
| ------------ | ------------- | --------- | ------------- |
| 2 de octubre | Sri Lanka     | 0-18      | Corea del Sur |
| 2 de octubre | Filipinas     | 2-12      | China Taipéi  |
| 3 de octubre | Sri Lanka     | -         | Filipinas     |
| 3 de octubre | Corea del Sur | -         | China Taipéi  |

## Posiciones finales
La tabla muestra la posición final de los equipos, y la cantidad de puntos que sumaran al ranking WBSC de béisbol masculino.
| Pos                            | Equipo                         | Record | Ranking |                           |
| ------------------------------ | ------------------------------ | ------ | ------- | ------------------------- |
|                                | [[Selección de béisbol de \|]] |        | 300     | Campeonato Mundial Sub-23 |
|                                | [[Selección de béisbol de \|]] |        | 261     |                           |
|                                | [[Selección de béisbol de \|]] |        | 223     |                           |
| 4°                             | [[Selección de béisbol de \|]] |        | 184     |                           |
| Eliminados en la primera ronda |                                |        |         |                           |
| 5°                             | [[Selección de béisbol de \|]] |        | 146     |                           |
| 6°                             | [[Selección de béisbol de \|]] |        | 107     |                           |
| 7°                             | [[Selección de béisbol de \|]] |        | 69      |                           |
| 8°                             | [[Selección de béisbol de \|]] |        | 30      |                           |